# デジタル改革担当大臣
デジタル改革担当大臣（デジタルかいかくたんとうだいじん）は、日本の内閣に置かれていた国務大臣である。
2020年自由民主党総裁選挙の公約としてデジタル行政における縦割りの無駄や弊害を省くため、「デジタル庁」の創設を挙げていた菅義偉が2020年9月16日に第99代内閣総理大臣に就任する際にデジタル改革担当大臣のポストを新設。初代大臣に元IT政策担当大臣の平井卓也を起用した。2021年9月1日にデジタル庁設置法が施行されたことに伴い廃止され、新たにデジタル大臣が設置された。

## 歴代大臣
- 特命事項を所管する国務大臣は複数名を任命することがあるため、通常は代数の表記は行わない。ただし、本表ではわかりやすさに配慮し、代数の欄を便宜上設けた。

| 代                             | 氏名 | 氏名     | 内閣       | 就任日        | 退任日       | 党派       | 備考 |
| ------------------------------ | ---- | -------- | ---------- | ------------- | ------------ | ---------- | ---- |
| 1                              |      | 平井卓也 | 菅義偉内閣 | 2020年9月16日 | 2021年9月1日 | 自由民主党 |      |
| 2021年9月1日以降はデジタル大臣 |      |          |            |               |              |            |      |